# Pieniążkówka dębowa

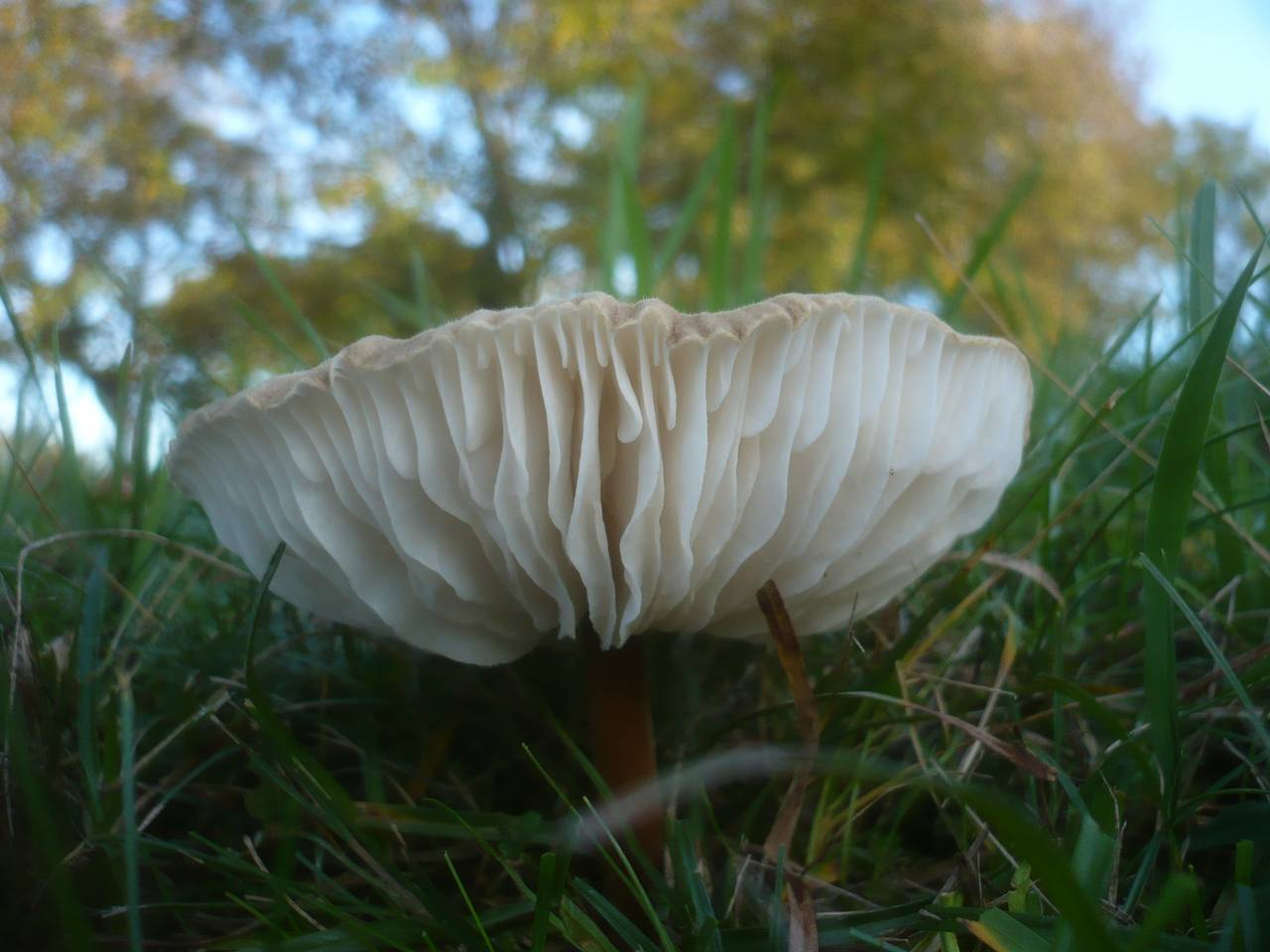
Blaszki.

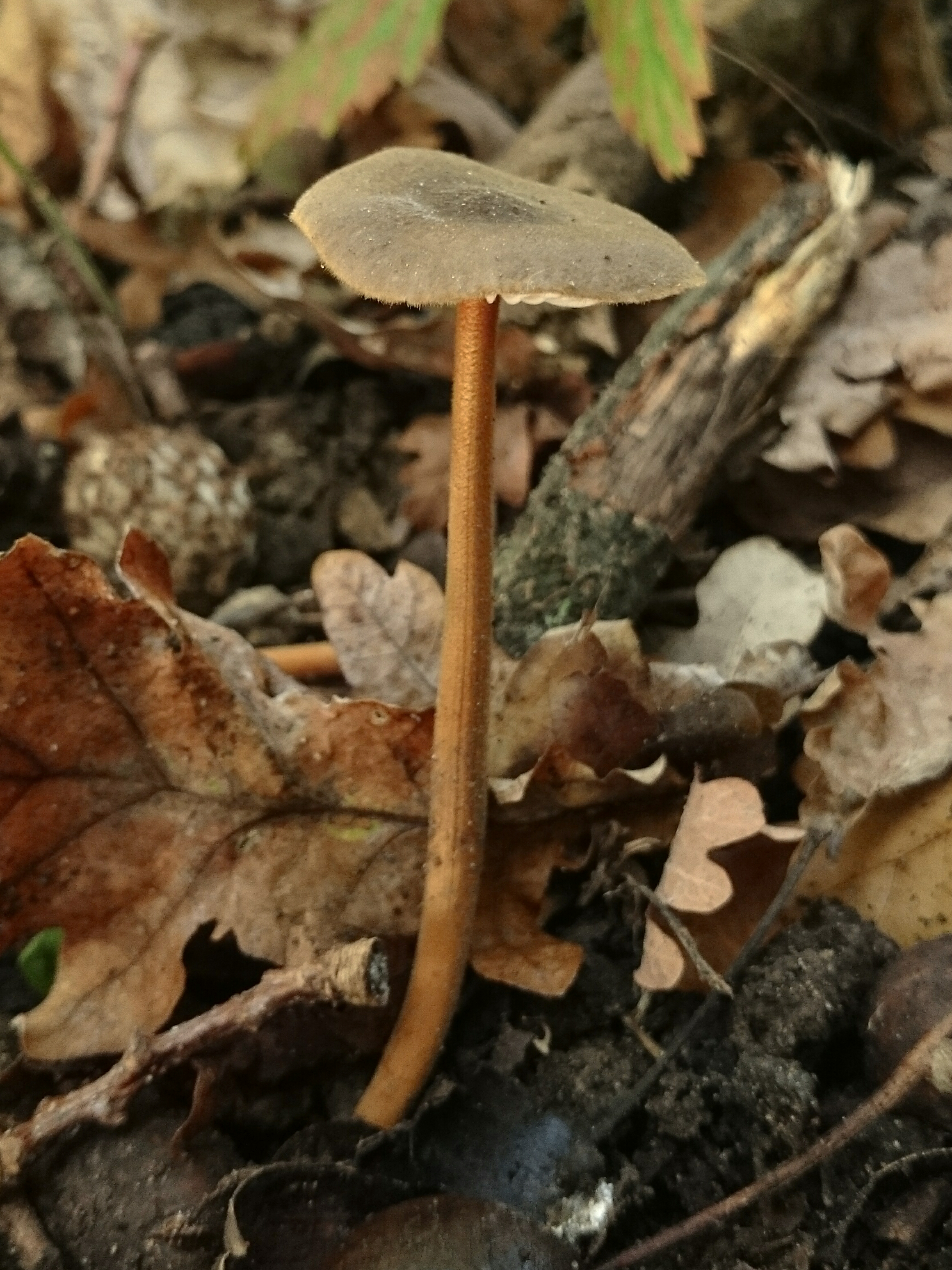
Pieniążkówka dębowa (Xerula pudens) starszy osobnik.

Pieniążkówka dębowa (Xerula pudens (Pers.) Singer) – gatunek grzybów z rodziny obrzękowcowatych (Physalacriaceae).

## Systematyka i nazewnictwo
Pozycja w klasyfikacji według Index Fungorum: Xerula, Physalacriaceae, Agaricales, Agaricomycetidae, Agaricomycetes, Agaricomycotina, Basidiomycota, Fungi.
Po raz pierwszy takson ten zdiagnozował w roku 1801 Christiaan H. Persoon nadając mu nazwę Agaricus radicatus ß pudens. Obecną, uznaną przez Index Fungorum nazwę, nadał mu w 1951  Rolf Singer. Gatunek typowy dla rodzaju  pieniążkówka (Xerula). 
Nazwa polska według Władysława Wojewody wcześniej nazywany był monetką długotrzonową. 
Synonimów nazwy naukowej ma ponad 20. Niektóre z nich:

- Agaricus radicatus ß pudens Pers. 1801
- Gymnopus pudens (Pers.) Gray 1821
- Agaricus pudens (Pers.) Pers. 1828
- Collybia pudens (Pers.) S. Lundell 1949
- Agaricus longipes Bull. 1785
- Collybia longipes P. Kumm. 1871
- Marasmius longipes Mont. 1854
- Chamaeceras longipes (Mont.) Kuntze 1898
- Mucidula longipes (P. Kumm.) Boursier 1926
- Xerula longipes (P. Kumm.) Maire 1933
- Collybia badia J.E. Lange 1938
- Oudemansiella badia M.M. Moser 1955

## Morfologia
Kapelusz

U młodych owocników wypukły z zakrzywionym brzegiem, później dzwonkowaty z szerokim wypukłym garbem, a następnie rozpostarty, czasem lekko wklęsły w środku, średnica 1,5–11 cm, brązowy, jasnobrązowy, żółtobrązowy, kremowo-rudy do szaro-brązowego czasem z oliwkowym odcieniem, pokryty aksamitnymi włoskami złoto-rudymi do 1 mm długości. Brzeg jest nieco żłobkowany.
Blaszki

Blaszki białe do kremowych, woskowate, umiarkowanie grube, odległe, wąsko przyrośnięte, szerokie, z krawędziami.
Trzon

Żółto-brązowy do szaro-brązowego, cylindryczny do lekko maczugowatego, podłużnie rowkowany (ryflowany), często skręcony, o wymiarach 12–15 × 0,4–1 cm,  z korzeniem do 7 cm długości, u młodych osobników, pokryty złotymi włoskami.
Miąższ

Gęsty, białawy do kremowego, zapach słaby, przypominający orzechy laskowe, smak łagodny lub lekko gorzkawy.
Cechy mikroskopowe

Wysyp zarodników biały. Skórka hymeniderma, składa się z maczugowatych do pęcherzykowatych komórek o wymiarach  25–70 × 15–30 μm z brązowym pigmentem wewnątrzkomórkowym. Włosy ostre, grubościenne, około 1000 × 10–20 μm, ściany o grubości 2–5 μm. Basidium 4–zarodnikowe, mierzy 50–70 × 10–12 μm. Zarodniki szeroko elipsoidalne, wydłużone, gładkie, o rozmiarach 8,5–12,5 × 8–10,5 µm  i są nieamyloidalne. Cheilocystydy liczne, o rozmiarach 100–120 × 13–25 μm, maczugowate, grubościenne, ściany czasem żółtawe, z kryształkami (nierozpuszczalnymi w 5% KOH) na górze. Pleurocystydy liczne, podobne do cheilocystyd o rozmiarach 105–135 × 25–37 μm.

## Występowanie i siedlisko
Jest znany z większości krajów Europy Środkowej i Wschodniej, a także z Wielkiej Brytanii, Irlandii, Szwecji, Danii i Estonii. W strefie umiarkowanej Europy owocniki pojawiają się od lipca do października. 
Saprotrof, rośnie na zakopanym drewnie lub żywych korzeniach na glebach wapiennych, bogatych w glinę w termofilnych, starych lasach liściastych. Ponieważ gatunek jest związany w Europie z dębami (Quercus sp.), jego rozmieszczenie w Polsce może teoretycznie obejmować cały obszar kraju oprócz wyższych partii gór, gdzie dąb nie występuje. Jednak na podstawie dostępnych danych grzyb wydaje się być rzadki w Polsce, odnotowany na rozproszonych miejscach, tylko lokalnie bardziej powszechny. Kategoria zagrożenia R (Rzadkie - potencjalnie zagrożone).

## Znaczenie
W opracowaniach można się spotkać z różnymi ocenami wartości pokarmowej tego grzyba: od jadalnego do niejadalnego.
Badacze wyizolowali poprzez ekstrakcje kultur powierzchniowych grzybni Xerula longipes (= Xerula pudens) dwa nowe, przeciwgrzybicze antybiotyki z grupy (E)-beta-metoksyakrylanu: strobilurin C i oudemansin B. Ich budowę rozszyfrowano za pomocą metod spektroskopowych. Oba antybiotyki hamują wzrost szerokiej gamy grzybów saprofitycznych i fitopatogennych w bardzo niskich stężeniach.

## Gatunki podobne
- pieniążkówka gładkotrzonowa (Hymenopellis radicata) ma kapelusz o gładkiej powierzchni, błyszczący i lepki, pomarszczony[5][9],
- pieniążkówka jodłowa (Oudemansiella melanotricha)[15] nazywana wcześniej monetką ciemnotrzonową rośnie głównie na drewnie drzew iglastych i ma dłuższe włosy na kapeluszu (3 mm w porównaniu z 1 mm)[9].
- Xerula fraudulenta różni się cienkościennymi  cheilocystydami i pleurocystydami, które nie są inkrustowane kryształkami. Ma też ciemnobrązowy środek na kapeluszu[10].